# Black Bird (miniserie televisiva)
Black Bird è una miniserie televisiva statunitense del 2022 diretta da Dennis Lehane e tratta dall'autobiografia In with the Devil: a Fallen Hero, a Serial Killer, and a Dangerous Bargain for Redemption di Jimmy Keene, pubblicata nel 2010. È stata prodotta da Apple.
La miniserie, composta da una stagione suddivisa in 6 episodi, è stata trasmessa in prima visione assoluta, negli Stati Uniti così come in tutto il mondo, dall'8 luglio al 5 agosto 2022 su Apple TV+. Fin da subito è stata ampiamente acclamata da critica e pubblico, soprattutto per il cast.
Black Bird è candidata ai Golden Globe 2023 per le interpretazioni di Taron Egerton e Paul Walter Hauser, che ha vinto.

## Produzione

### Riprese
Le riprese della miniserie, iniziate il 28 aprile 2021 e concluse il 27 agosto dello stesso anno, si sono svolte interamente a New Orleans.

## Trama
Il giovane e intelligente James Keene, detto da tutti "Jimmy", aveva un futuro da stella del football, con borse di studio provenienti da tutti i migliori college del Paese. Tuttavia egli rimase nell'agglomerato di Chicago per badare all'attività che aveva già aperto, florida ma per niente onesta: infatti per tutta la vita Jimmy non fece altro che dedicarsi allo spaccio di droga, e alla vendita illegale di alcol e al contrabbando di sigarette.
Tutto andò "a gonfie vele", finché un giorno, com'era presumibile, Jimmy venne arrestato e condannato a 5 anni di carcere; però dopo 4 anni venne rilasciato con condizionale: tuttavia presto è stato nuovamente arrestato per possesso illegale d'armi da fuoco, stavolta per 10 anni, senza possibilità di condizionale.
Sorprendentemente il suo carisma e capacità oratoria lo salvano, tanto che la sua condanna potrebbe anche venir commutata dalle autorità: ma in realtà il tutto è solo un oscuro affare, che lo metterà ancora più nei guai. Però Jimmy si rivelerà anche molto utile per l'agente dell'FBI Lauren McCauley quando, in carcere, riuscirà a far confessare i terribili crimini di un altro detenuto, Lawrence "Larry" Hall.

## Episodi
La miniserie è costituita da una stagione, per un totale di 6 episodi, andati tutti in onda dall'8 luglio 2022 in tutto il mondo.
Il terzo episodio della miniserie è dedicato alla memoria di Ray Liotta, defunto ancora prima dell'uscita di Black Bird. Inoltre, da notare, l'attore e il personaggio che interpreta, "Big Jimmy" Keene, sono morti entrambi all'età di 67 anni.

## Personaggi e interpreti
- James "Jimmy" Keene (stagione 1), interpretato da Taron Egerton. Protagonista della serie, è un criminale famoso e "capace" nello spaccio di droga, alcol e sigarette, che, ora in carcere, rischia di dover scontare 10 anni senza possibilità di libertà condizionale.
- Lawrence "Larry" Hall (stagione 1), interpretato da Paul Walter Hauser. È un temuto serial killer accusato di aver stuprato e ucciso 14 donne, di cui alcune ancora minorenni; solo Jimmy, con la sua furbizia, e l'astuta agente Lauren McCauley riusciranno a farlo confessare.
- Lauren McCauley (stagione 1), interpretata da Sepideh Moafi. È una sveglia agente dell'FBI, molto abile a farsi rispettare, nonché dura gestrice di Jimmy.
- Brian Miller (stagione 1), interpretato da Greg Kinnear. È un investigatore che per tutta la serie si impegna a ritrovare, nobilmente con tutte le sue forze, i corpi scomparsi delle donne uccise da Larry.
- Amelia Hackett (stagione 1), interpretata da Melanie Nicholls-King. È l'unico medico dell'ospedale di Wabash (Indiana) che accetta di aiutare Brian nelle sue ricerche svolgendo le autopsie dei cadaveri ritrovati: sarà grazie a lei se le accuse di stupro contro Larry si scopriranno poi vere.
- Aaron Zicherman (stagione 1), interpretato da Christopher B. Duncan. Anch'egli un dottore, lavora in sala operatoria con Amelia, seppur sia molto meno efficiente di lei.
- James "Big Jim" Keene (stagione 1), interpretato da Ray Liotta, nel suo penultimo ruolo cinematografico. È il malato padre di Jimmy, depresso dopo la morte dell'amata moglie, tanto che spesso le parla ancora.
- Gary Hall (stagione 1), interpretato da Jake McLaughlin. È il fratello di Larry, quasi andato in overdose da eroina e ora chiuso in un rehab.
- Edmund Beaumont (stagione 1), interpretato da Robert Wisdom. Anch'egli agente dell'FBI, è il superiore di Lauren McCauley.
- Vincent Gigante (stagione 1), interpretato da Tony Amendola. È il boss della celebre cosca mafiosa dei Genovese, con cui Jimmy aveva contatti per il contrabbando.
- Carter (stagione 1), interpretato da Joe Williamson. È una guardia carceraria corrotta che si diverte a ricattare Jimmy e ad abusare sessualmente dei detenuti.

## Accoglienza

### Critica
La miniserie si è rivelata fin dall'uscita del primo episodio un successo acclamato da critica e pubblico.
Il New York Times l'ha definita "sorprendentemente coinvolgente", elogiando soprattutto l'interpretazione principale di Taron Egerton e quella enigmatica e criminale di Paul Walter Hauser; così come The Hollywood Reporter, apprezzandola molto, ha scritto: "La morte di Ray Liotta porta ulteriore intensità al suo personaggio che, a causa della malattia, al pensiero del figlio in carcere, ma soprattutto la mancanza che sente della defunta moglie, sta lentamente morendo".
Così anche Roger Ebert, assegnando un voto di 3,5 stelle su 4, ha scritto che "vale la pena guardarlo… è pesante, sì, ma è così inquietante e VERO."
Sul sito web Rotten Tomatoes riceve l'eccezionale punteggio di 97% delle recensioni professioni positive, con un voto medio di 8,5/10, basato su 78 recensioni; mentre su Metacritic ottiene un punteggio medio di 80 su 100, basato su 29 critiche, indicando "recensioni generalmente favorevoli".

## Riconoscimenti
- 2023 - Premi Emmy
  - Candidatura per il miglior attore protagonista a Taron Egerton
  - Miglior attore non protagonista a Paul Walter Hauser
  - Candidatura per il miglior attore non protagonista a Ray Liotta
- 2023 - Golden Globe[12]
  - Miglior attore non protagonista a Paul Walter Hauser
  - Candidatura per la miglior miniserie
  - Candidatura per il miglior attore in una miniserie o film per la televisione a Taron Egerton
- 2023 - Critics' Choice Awards[13]
  - Miglior attore non protagonista a Paul Walter Hauser
  - Candidatura per il miglior attore non protagonista a Ray Liotta[14]